# 感応
| ウィキペディアには「感応」という見出しの百科事典記事はありません（タイトルに「感応」を含むページの一覧/「感応」で始まるページの一覧）。 代わりにウィクショナリーのページ「感応」が役に立つかもしれません。 |